# Villamontán de la Valduerna
Villamontán de la Valduerna es un municipio y lugar español de la provincia de León, en la comunidad autónoma de Castilla y León. Se encuentra a 46 km al SO de León, dentro del valle de La Valduerna. Cuenta con una población de 683 habitantes (INE 2024).

## Localidades
El municipio está integrado por las siguientes localidades:
- Fresno de la Valduerna
- Miñambres de la Valduerna
- Posada de la Valduerna
- Redelga de la Valduerna
- Valle de la Valduerna
- Villalís de la Valduerna
- Villamontán de la Valduerna

## Historia
Según consta en documentos oficiales, en Villamontán se hallaron útiles de cocina (ollas,cazuelas..) y herramientas de la 1.ª Edad del Hierro en los años 60 del siglo XX, aunque se desconoce su paradero. Posteriormente han sido localizadas piedras, claramente identificables como molinos harineros y sus complementos, el rulo o la maza para triturar el grano[cita requerida].
También existen indicios de la existencia de un castro.
Según un estudio de 1874, realizado por el ingeniero Enrique Gadea, se ubican en el término de la población los restos arqueológicos del asentamiento romano descrito como «mansión viaria» con el nombre de Argentiolum y que adquirió a finales del siglo II, según los datos de Ptolomeo, la categoría de ciudad. Por ella transcurre una calzada romana que penetra en el casco urbano de Villamontán y sigue al otro lado del río hasta llegar a Astorga, por lo que se supone que hubo un puente romano cuya ubicación no ha sido localizada[cita requerida]. 
Recientes investigaciones mediante teledetección y geofísica revelaron la ubicación de la presunta mansio al sur del actual asentamiento de Villamontán de la Valduerna. También se descubrieron numerosos campamentos de marcha romanos en las inmediaciones.
Otros asentamientos romanos se sitúan en la orilla alta del río Ornia y en Villamontán (Villa Montanus) estuvo ubicada una quinta o villa romana cuyo señor, posiblemente Tito Montanio Materno, gobernaba los alrededores sometiendo a sus gentes como siervos para el trabajo de faenas agrícolas. 

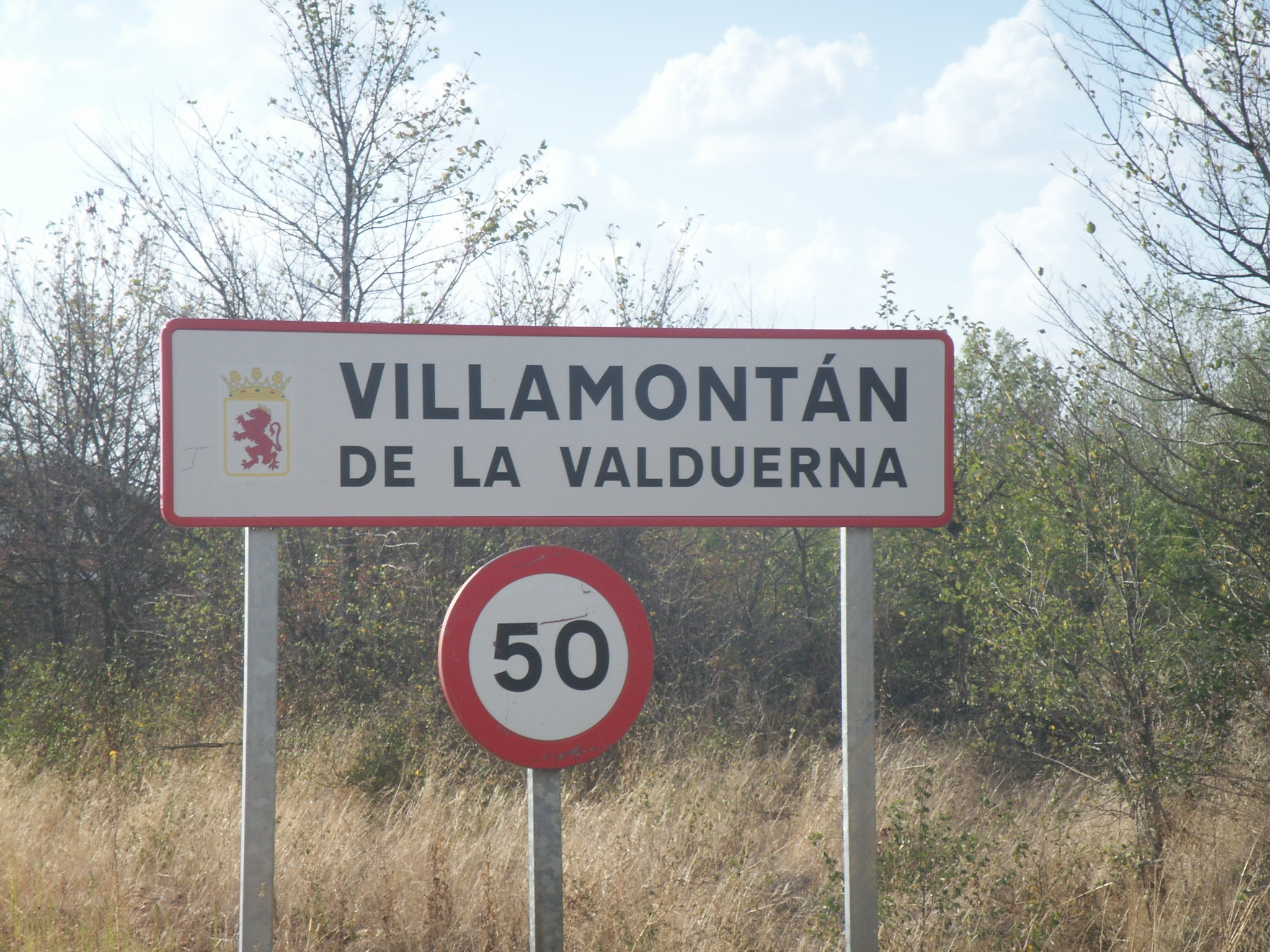
Villamontán de la Valduerna

Existe en el pueblo un blasón en perfecto estado de conservación en la fachada de una casa al lado de la carretera. El escudo no está dividido en cuarteles; está compuesto por un yelmo dejándose entrever la cara de un hombre y cinco flores de lis[cita requerida].
Existía un camino que atraviesa Villamontán y el vecino pueblo de Valle y llegaba a la ciudad de Bedunia (La Bañeza), el camino ancho, conocido en el siglo XIX camino de Mombuey a la Bañeza, del que se han hallado restos de empedrados. Por dicho camino circulaban carromateros, arrieros y labradores como atajo hasta la Bañeza y allí vender sus productos del campo y ganadería hasta bien entrado el siglo XX[cita requerida].

## Demografía
Cuenta con una población de 683 habitantes (INE 2024).
| Gráfica de evolución demográfica de Villamontán de la Valduerna entre 1857 y 2021 |
| |
| Población de derecho según los censos de población del INE Población de hecho según los censos de población del INE Entre el censo de 1857 y el anterior aparece este municipio porque se segrega de Palacios de la Valduerna |

## Cultura

### Iglesia
De cierto mérito, debiéndose parte de ella a la época gótica. Armadura ochavada en su capilla mayor, con lazo de ocho ataujerado y colgante de talla en su harneruelo. Nave colateral con dos arcos agudos llanos. En lo que respecta a la escultura, destacar el sagrario que parece de los últimos años del siglo XVI, con un segundo cuerpo de orden corintio, relieves y pequeña imagen de Santa Águeda. Tabla gótica, a temple, con la Asunción, muy deteriorada.
Los seis ángeles, con túnicas blancas, son de tipo flamenco y están hechos correctamente; abajo, grupo de apóstoles, cortado por su mitad, ante el sepulcro; paisajito verdoso; nimbos de oro grabado, y así también el cielo, formando recuadros; cabezas muy expresivas.
En la platería, tenemos cáliz gótico dorado, del siglo XV. Pie y nudo grabados, con follajes varios y figuras hasta medio cuerpo de la Virgen, San Juan y hombre barbudo con sombrero, libro en la mano y señalando, y otras pequeñillas de San Pedro y mujer con balanza: además, escudos con bastones, y un disco sobrepuesto con Crucifijo. La copa es del siglo XVI con hojas e inscripción: «Calicem salutaris accipi».

### Patrimonio inmaterial
Santa Águeda. Siendo su patrona, virgen y mártir de Catania (Italia), a la cual le hacen fiesta el 5 y 6 de febrero con gran solemnidad.
Fiesta Sacramental. Es el segundo domingo de septiembre siendo la fiesta mayor.